# Monografia
Una monografia (dal greco antico: μονογραφία, "scrittura singola") è un'opera che tratta in maniera approfondita e possibilmente esaustiva un singolo argomento specifico.
Pertanto la monografia non va confusa col trattato, che si occupa di un'intera materia o disciplina, esponendone sistematicamente i princìpi e le nozioni basilari (si distingua ad esempio il Trattato di chirurgia di David C. Sabiston, Roma, Delfino, 2012, da Taglio cesareo. Evoluzione, chirurgia, appropriatezza. Monografia di chirurgia generale di Anna Zaira Manfè e Marco Marchesini, Padova, CLEUP, 2012).
Molto diffusa, anche come titolo, è oggi la monografia su un singolo autore o personaggio, specialmente un artista (ad esempio Monografia di Nicolas Lancret (1690-1743) di Miriam Raffaella Gaudio, Torino, Seneca, 2009), e su una singola località o cittadina (ad esempio Monografia di Falerna e Castiglione Marittimo di Mario Folino Gallo, 2012).
In biblioteconomia, invece, una monografia è ogni pubblicazione non periodica completa in uno o più volumi.

## La monografia storica
Monografie storiografiche famose sono il De bello Gallico, scritto da Cesare sulla sua conquista della Gallia, il De Catilinae coniuratione e il Bellum Iugurthinum di Sallustio.
Per spiegare cos'è la storiografia scritta monograficamente, partiamo dal modo di scrivere la storia che usavano gli antichi romani. Solitamente gli storici classici scrivevano in forma di annales, ovvero scrivevano la storia di Roma, della repubblica e poi dell'impero, narrando anno per anno, in ordine cronologico, tutti gli avvenimenti. Ma il problema della storiografia scritta in annales è l'impossibilità di mettere in collegamento due avvenimenti, l'uno causa dell'altro, avvenuti in anni diversi. Lo storico greco Tucidide per primo compose un'opera sulla guerra del Peloponneso, scrivendola in modo monografico; questa innovazione ispirò poi gli storici latini Celio Antipatro e Sallustio. Anche Publio Cornelio Tacito scrisse due monografie: l'Agricola, una sorta di biografia del suocero Giulio Agricola che fu un grande generale, e la Germania, sull'etnografia e i costumi dei popoli germanici.
Il modo di scrivere monografico differisce da quello degli annales soprattutto per un motivo: una monografia tratta un fatto, un determinato argomento, narrando tutta la sua evoluzione negli anni, focalizzando l'attenzione sugli avvenimenti precedenti che hanno portato al fatto, guardando alle cause prime e a quelle aggiunte che hanno determinato la situazione di cui si intende parlare, ovvero trattando un argomento per intero, senza tralasciare nulla, comprese le cause che l'hanno provocato.